# Les Rairies
Les Rairies è un comune francese di 989 abitanti situato nel dipartimento del Maine e Loira nella regione dei Paesi della Loira.

## Società

### Evoluzione demografica
Abitanti censiti